# 鳥栖郵便局
鳥栖郵便局（とすゆうびんきょく）は佐賀県鳥栖市にある郵便局。民営化前の分類では集配普通郵便局であった。

## 概要
住所：〒841-8799 佐賀県鳥栖市元町横田1234-2

## 沿革
- 1872年1月14日（明治4年12月5日） - 轟木（とどろき）郵便取扱所として開設[1]。
- 1873年（明治6年） - 轟木郵便役所となる。
- 1875年（明治8年）1月1日 - 轟木郵便局（三等）となる。
- 1880年（明治13年） - 為替・貯金取扱を開始。
- 1894年（明治27年）11月1日 - 鳥栖郵便局に改称。
- 1895年（明治28年）3月21日 - 鳥栖郵便電信局となる。
- 1903年（明治36年）4月1日 - 通信官署官制の施行に伴い鳥栖郵便局となる。
- 1956年（昭和31年）10月11日 - 電話通話および和文電報受付事務の取扱を開始[2]。
- 1971年（昭和46年）11月15日 - 鳥栖市本通町一丁目から同市元町へ移転[3]。
- 1971年（昭和46年）11月29日 - 田代郵便局[4]から集配業務を移管。
- 1998年（平成10年）9月1日 - 外国通貨の両替および旅行小切手の売買に関する業務取扱を開始。
- 2007年（平成19年）10月1日 - 民営化に伴い、併設された郵便事業鳥栖支店に一部業務を移管。
- 2012年（平成24年）10月1日 - 日本郵便株式会社発足に伴い、郵便事業鳥栖支店を鳥栖郵便局に統合。

## 取扱内容
- 郵便、印紙、ゆうパック、内容証明
- 貯金、為替、振替、振込、国際送金、国債、投資信託
- 生命保険、バイク自賠責保険、自動車保険、変額年金保険
- ゆうちょ銀行ATM
- 鳥栖市内全域の集配業務
- ゆうゆう窓口

## 周辺
- 鳥栖警察署
- 佐賀県立鳥栖工業高等学校
- 鳥栖簡易裁判所
- 鳥栖税務署[5]
- 鳥栖総合庁舎
- 国道34号

## アクセス
- JR鹿児島本線・長崎本線 鳥栖駅から徒歩約12分
- 西鉄バス 鳥栖元町停留所下車
- 長崎自動車道 鳥栖ICから南西へ約3.5km
- 駐車場あり：18台